# 밀양 표충사 팔상전
밀양 표충사 팔상전(密陽 表忠寺 八相殿)은 대한민국 경상남도 밀양시 단장면 구천리, 표충사에 있는 팔상전이다.
1985년 11월 14일 경상남도의 문화재자료 제141호 표충사 팔상전으로 지정되었다가, 2018년 12월 20일 현재의 명칭으로 변경되었다.

## 개요
표충사는 통도사에 딸린 절로, 사명대사의 충훈을 추모하기 위하여 세운 표충사당이 있는 절이다.
팔상전은 부처님의 생애를 여덟 가지 모습으로 나누어 그린 탱화를 모시고 있는 곳이다. 이곳은 중생을 제도하기 위해서 이 땅에 오신 뜻을 기리기 위해 지은 건물이다.

## 참고 문헌
- 밀양 표충사 팔상전 - 국가유산청 국가유산포털